# バリー・ソネンフェルド
バリー・ソネンフェルド（Barry Sonnenfeld, 1953年4月1日 - ）は、アメリカ合衆国ニューヨーク市出身の映画監督。

## 来歴
ジョエル・コーエンとニューヨーク大学で同級生だった縁で、コーエン兄弟のデビュー作『ブラッド・シンプル』で撮影監督を務めた。その後『赤ちゃん泥棒』や『ミラーズ・クロッシング』も撮影。また『ビッグ』や『恋人たちの予感』、『ミザリー』などのヒット作の撮影も手がけている。
1991年に『アダムス・ファミリー』で映画監督としてデビュー。コメディ映画、アクション映画を主に手がけている。

## 主な監督作品
- アダムス・ファミリー Addams Family （1991年）
- バラ色の選択 For Love or Money （1993年）
- アダムス・ファミリー2 Addams Family Values （1993年）
- ゲット・ショーティ Get Shorty （1995年）
- メン・イン・ブラック Men in Black （1997年）
- ワイルド・ワイルド・ウエスト Wild Wild West （1999年）
- シークレット・エージェントマン Secret Agent Man （2000年）
- ビッグ・トラブル Big Trouble （2002年）
- メン・イン・ブラック2 Men in Black II （2002年）※一部シーンには自らも出演（トミー・リー・ジョーンズの娘と共演）
- RV RV （2006年）
- メン・イン・ブラック3 Men in Black III （2012年）
- Beverly Hills Cop (2013) ※テレビ映画
- メン・イン・キャット Nine Lives （2016年）[1]

## 主な撮影作品
- ブラッド・シンプル Blood Simple.（1985年）
- ジュディスの告発 Compromising Posiitions（1986年）
- タイムリミットは午後3時 Three O'Clock High（1987年）
- 鬼ママを殺せ Throw Momma from the Train（1987年）
- ビッグ Big（1988年）
- 恋人たちの予感 When Harry Met Sally...（1989年）
- ミラーズ・クロッシング Miller's Crossing（1990年）
- ミザリー Misery（1990年）- 撮影監督・第二班監督

## 主なプロデュース作品
- アウト・オブ・サイト Out of Sight （1998年）
- レディ・キラーズ The Ladykillers （2004年）
- レモニー・スニケットの世にも不幸せな物語 Lemony Snicket's A Series of Unfortunate Events （2004年）
- マイアミ・ガイズ -俺たちはギャングだ- The Crew （2000年）
- 魔法にかけられて Enchanted （2007年）
- プッシング・デイジー 恋するパイメーカー Pushing Daisies （2007年）
- メン・イン・ブラック：インターナショナル（2019年）